# استان جهرا
استان جَهراء (به عربی: محافظة الجهراء) بزرگ‌ترین استان کشور کویت است.

## جغرافیا
این استان در شمال کویت و در نزدیکی مرز عراق قرار دارد.
نام این استان در نقشه‌های فارسی جهره هم نوشته می‌شود.
کاخ سرخ در این استان قرار دارد.

## شهرها
شهرهای آن عبارت‌اند از :
| - جهره - واحه (کوریات) - عیون - قصر | - نسیم - تیماء - نعیم |  |